# Tony Rizzi
Trefoni „Tony“ Rizzi (* 16. April 1923 in Los Angeles; † 2. Juni 1992 in Huntington Beach, Kalifornien) war ein US-amerikanischer Jazzgitarrist.

## Leben und Wirken
Rizzi lernte als Kind Geige und wechselte dann zunächst zur Trompete. Als Gitarrist spielte er schließlich zu Beginn seiner Karriere bei Boyd Raeburn, mit dessen Orchester 1945 erste Plattenaufnahmen entstanden. Von 1946 bis 1953 war er Mitglied des Swingorchesters von Les Brown; daneben wirkte er in den folgenden Jahren u. a. an Aufnahmen von Earle Spencer, den Delta Rhythm Boys, Frank Comstock, der Mills Blue Rhythm Band, Freddie Slack, Tommy Dorsey und Harry James mit. In den 50ern arbeitete er des Weiteren mit Dave Pell und Lucy Ann Polk, mit Abe Most, Zoot Sims, Earl Bostic und mit dem Pianisten Paul Smith, ferner mit den Studioorchestern von Ray Anthony, Billy May, Charlie Barnet, Marty Paich, Conrad Gozzo, Georgie Auld, Bobby Tucker, Russell Garcia, Maxwell Davis, Louie Bellson, Skip Martin, Milt DeLugg, Alvy West und Si Zentner.
Um 1954 nahm er sein Debütalbum Tony Rizzi Plays the Music of Frank Comstock auf; mitwirkende Musiker waren Dick Nash (Posaune), Ted Nash (Holzblasinstrumente), Rolly Bundock (Bass) und Alvin Stoller. In den 60ern arbeitete er noch mit George Roberts und dem Mercer Ellington Orchester; 1967 wirkte er bei Frank Zappas Album Lumpy Gravy mit. 1973  organisierte er mit vier weiteren Gitarristen ein Programm mit Arrangements der Kompositionen von Charlie Christian, basierend auf Transkription seiner Aufnahmen mit Benny Goodman. Mit einer neunköpfigen Studioband entstand 1975 das Album Play Charlie Christian, an dem u. a. Pete Christlieb (Tenorsaxophon), Tom Ranier (Piano) sowie die Gitarristen Tim May, Mike Rosati, Jimmy Wyble und Grant Geissman mitwirkten. 1977/78 folgten noch die Produktionen Disco Pacific und Surfin' Pacific; 1991 nahm er noch mit Joe Pass das Album Rose Room: Joe Pass Meets Tony Rizzi's 5 Guitars auf. Im Bereich des Jazz war er zwischen 1945 und 1991 an 263 Aufnahmesessions beteiligt, u. a. als Studiomusiker auch mit Louis Armstrong/Ella Fitzgerald (1957), Anita O’Day, Heini Beau (1958), Plas Johnson (1959), Sammy Davis junior (1961), Pearl Bailey (1962), Dean Martin, Dinah Washington und Nana Simopoulos.